# Seladerma geniculatum
Seladerma geniculatum är en stekelart som först beskrevs av Zetterstedt 1838.  Seladerma geniculatum ingår i släktet Seladerma och familjen puppglanssteklar. Arten är reproducerande i Sverige. Inga underarter finns listade i Catalogue of Life.